# Villa Perreur
La villa Perreur est une voie du 20e arrondissement de Paris, en France.

## Situation et accès
La villa Perreur est une voie publique située dans le 20e arrondissement de Paris. Elle débute au 22, rue de la Dhuis et se termine en impasse.

## Origine du nom

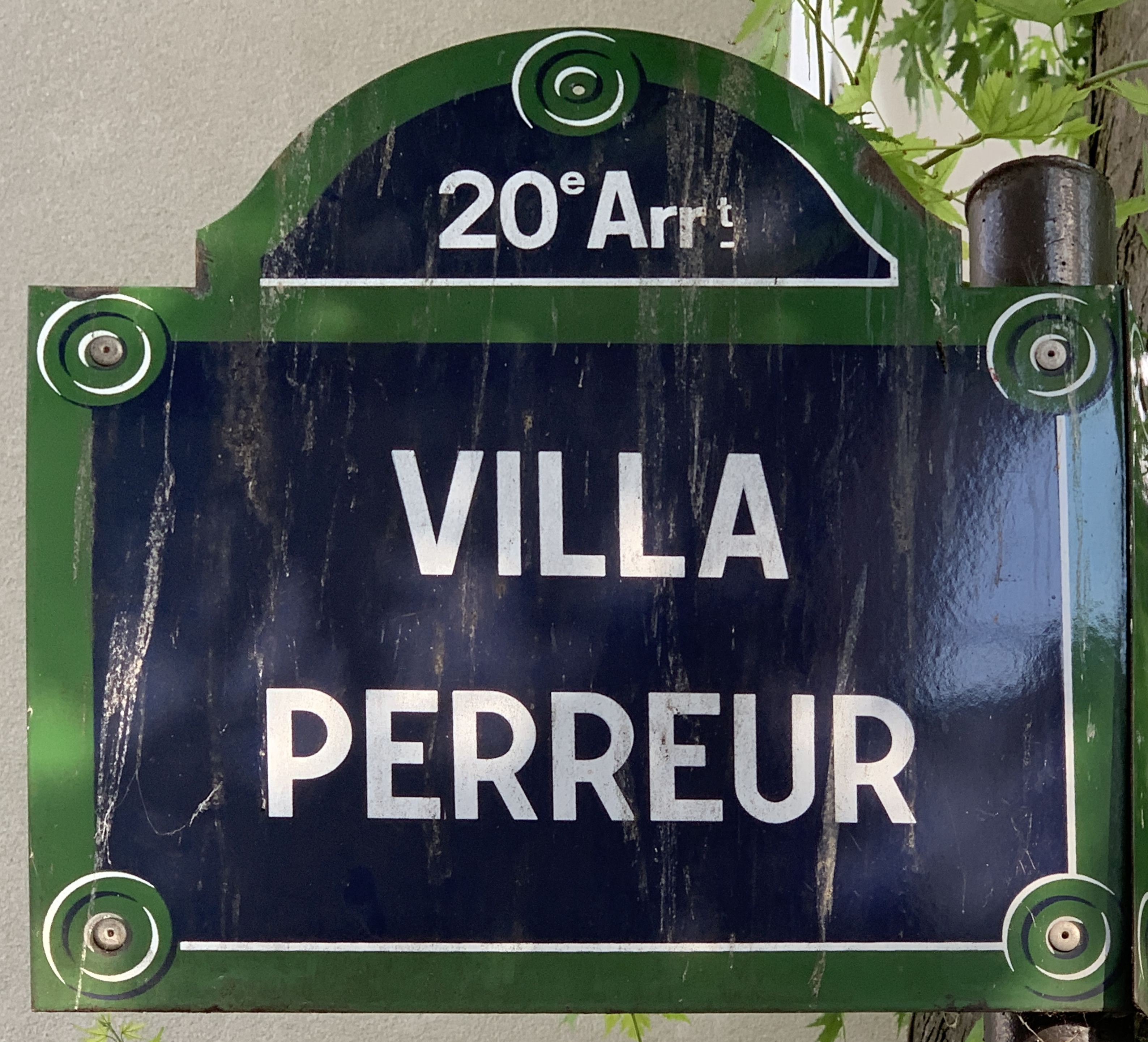
Plaque de la voie.

Cette voie est nommée d'après le propriétaire des terrains sur lesquels elle a été ouverte.

## Historique
La partie du passage Perreur qui se terminait en impasse au-delà de la rue de la Dhuis a pris le nom de « villa Perreur ».